# Frank Hanly

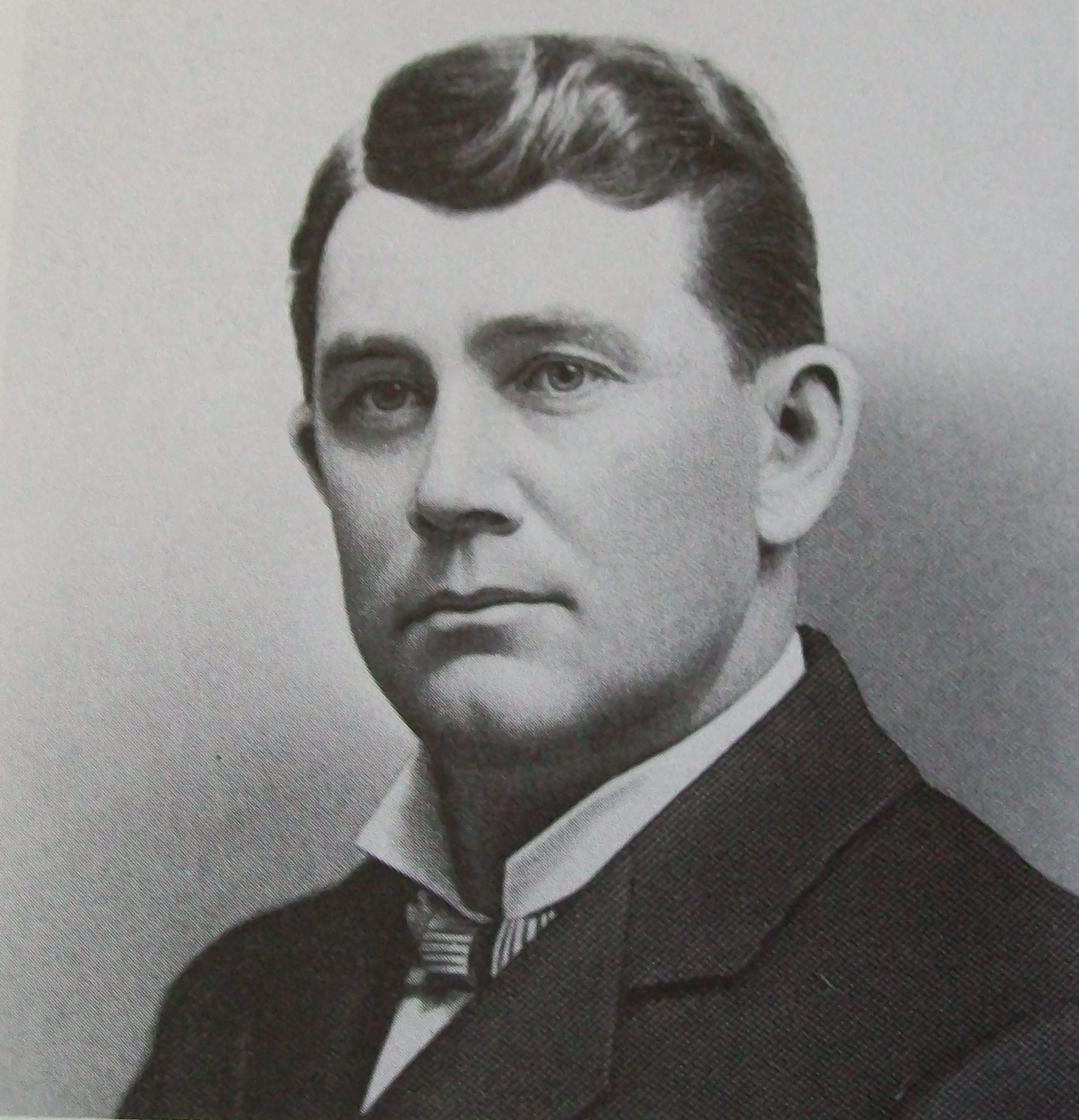
Frank Hanly (1908)

James Franklin „Frank“ Hanly  (* 4. April 1863 bei St. Joseph, Champaign County, Illinois; † 1. August 1920 in Dennison, Ohio) war ein US-amerikanischer Politiker und zwischen 1905 und 1909 der 26. Gouverneur des Bundesstaates Indiana.

## Frühe Jahre und politischer Aufstieg
Frank Hanly besuchte bis 1881 die örtlichen Schulen seiner Heimat in Illinois. Anschließend musste er, um Geld zu verdienen, im Winterhalbjahr als Lehrer selbst Unterricht erteilen, während er im Sommer in verschiedenen Bereichen als Aushilfskraft tätig war. Mit dem verdienten Geld wurde ein Jurastudium finanziert, das er im Jahr 1889 abschloss. Nach seiner Zulassung als Anwalt eröffnete er in Williamsport (Indiana) eine Kanzlei. Hanly war Mitglied der Republikanischen Partei. Zwischen 1890 und 1891 saß er im Senat von Indiana; von 1895 bis 1897 war er Abgeordneter im Repräsentantenhaus der Vereinigten Staaten in Washington. Im Jahr 1899 bewarb er sich erfolglos um einen Sitz im US-Senat. 1904 trat er bei der Gouverneurswahl in Indiana an und setzte sich mit 53,5 Prozent der Stimmen gegen den Demokraten John W. Kern durch.

## Gouverneur von Indiana
Hanly trat seine vierjährige Amtszeit am 9. Januar 1905 an. Damals entstand auf dem staatlichen Ausstellungsgelände das Coliseum, ein öffentliches Sportstadion. Bei Rockville wurde ein Tuberkulosekrankenhaus errichtet, in Clermont entstand eine industrielle Ausbildungsschule nur für Mädchen. Hanly war entschiedener Anhänger der Prohibition und bekämpfte das Glücksspiel, Pferdewetten sowie die Korruption. Dabei ging er auch gegen Parteifreunde und eigene Regierungsmitglieder vor. Hanly führte in Indiana die Zwangssterilisation einiger Gefangener ein. Dieses Gesetz wurde von seinem Nachfolger Thomas Riley Marshall sofort wieder außer Kraft gesetzt. Im Jahr 1921 erklärte der Oberste Gerichtshof dieses Gesetz als nicht verfassungskonform.

## Weiterer Lebenslauf
Auch nach dem Ende seiner Amtszeit kämpfte Hanly für ein striktes Alkoholverbot. Er reiste durch die gesamten Vereinigten Staaten und machte sogar einen Besuch in Frankreich, um seinen Standpunkt in der Prohibitionsfrage zu vertreten. Er trat der Prohibition Party bei und wurde 1916 deren Präsidentschaftskandidat. Bei dieser Wahl wurde Woodrow Wilson in eine zweite Amtszeit gewählt. Hanly erhielt gerade einmal 1,2 % der Stimmen.
Frank Hanly kam am 1. August 1920 bei einem Autounfall ums Leben. Er war mit Eva Augusta Rachel Simmer verheiratet. Das Paar hatte ein gemeinsames Kind.